# Nowy cmentarz żydowski w Gliwicach
Nowy cmentarz żydowski w Gliwicach, znajdujący się przy ul. J. Poniatowskiego – został założony w latach 1902–1903 i zajmuje powierzchnię 1,7 ha, na której zachowało się około sześciuset nagrobków. W listopadzie 1905 oddano do użytku stojący do dziś dom przedpogrzebowy, a w 1932 wybudowano - również zachowany - pomnik żołnierzy żydowskich poległych podczas I wojny światowej. Nekropolia do dziś służy celom grzebalnym.